# Памятник моряку
Памятник моряку (пол. Pomnik Marynarza) — памятник в Щецине (Польша), расположенный у пересечения аллеи Папы Иоанна Павла II с Грюнвальдской площадью. Спроектирован Рышардом Хахульским и установлен 19 июня 1980 года. В 2007 году осуществлена реставрация монумента.

## Описание

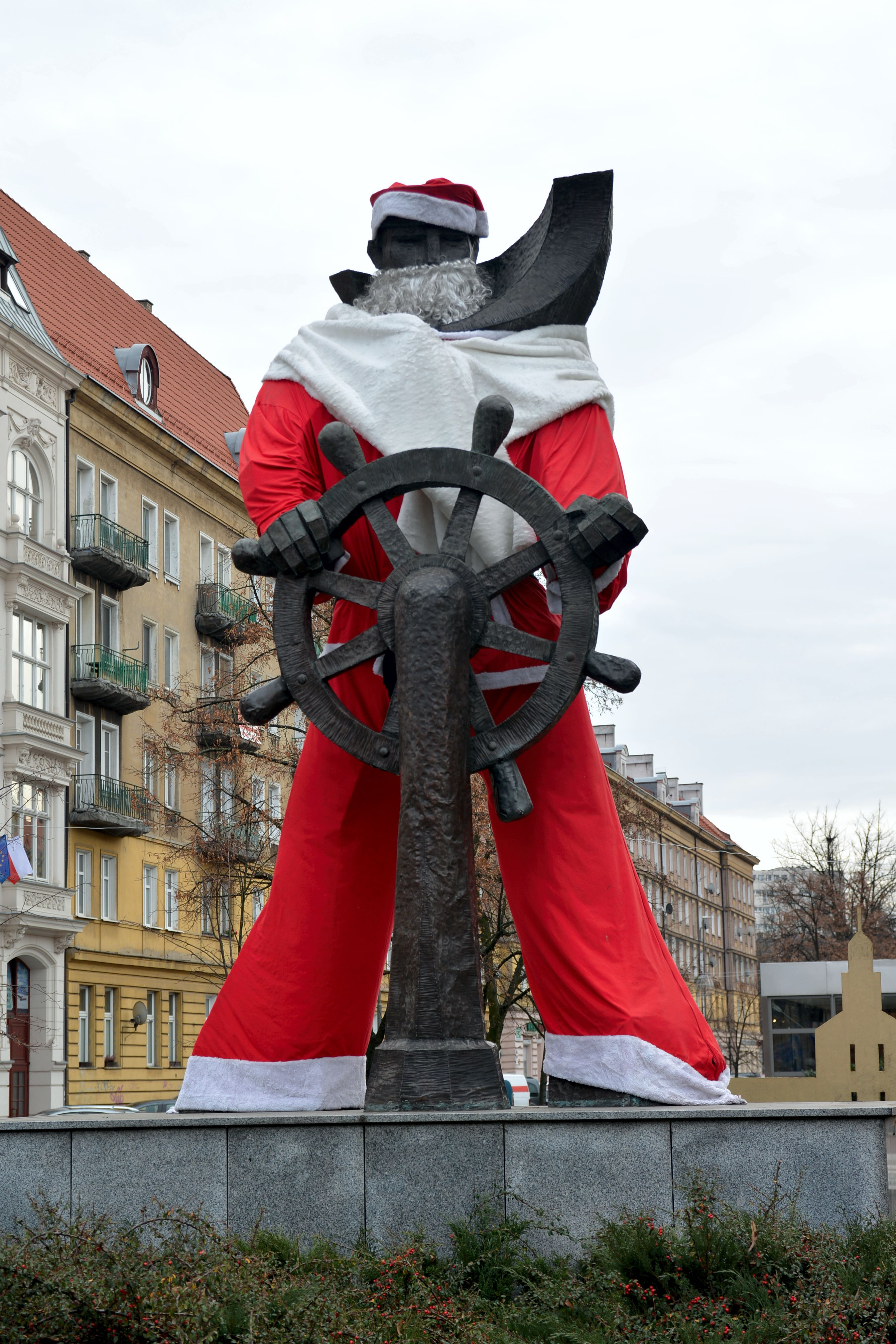
Памятник моряку в костюме святого Николая

Памятник представляет собой статую моряка — рулевого, стоящего за штурвалом судна. Скульптура изготовлена из медного листа и стоит на бетонном постаменте, облицованном серыми гранитными плитами. Высота статуи составляет 385 см, а общая высота монумента — 495 см.

## Рождественский сезон
Начиная с 2017 года в преддверии Рождества памятник традиционно наряжают в костюм святого Николая. Мероприятие поддерживает Żegluga Szczecińska в рамках промокампании местной рождественской ярмарки.